# كاتدرائية الصعود المقدس (محج قلعة)
كاتدرائية الافتراض المقدس (بالروسية: Свято-Успенский собор)، وتعرف أيضا بكنيسة داغستان الأرثوذكسية المسيحية. هي الكنيسة الأرثوذكسية الوحيدة والرئيسية في محج قلعة منذ الخمسينيات القرن العشرين، حيث هدم كاتدرائية القديس ألكسندر نيفسكي عام 1952 والكائنة في ساحة لينين في وسط عاصمة داغستان.
وتعتبر الكاتدرائية كنيسة أرثوذكسية رئيسية في داغستان. تتبع الكاتدرائية منطقة محج قلعة الكنسية لدى أبرشية محج قلعة التابعة للكنيسة الأرثوذكسية الروسية.

## لمحة تاريخية
شيد معبد خشبي في الموقع الذي يتواجد فيه الكاتدؤائية الحالية عام 1890 بتبرعات سكان مستوطنة بتروفسك-قوقازي من أصول روسية مسيحية.
في عام 1905 بدأ تشييد كنيسة حجرية حيث خصص الإمبراطور نيقولا الثاني للتشييد 1000 روبل. اكتمل البناء بعد عام كامل في 25 فبراير 1906. سميت الكنيسة باسم العذراء.
كان أول قائم على الكاتدرائية أفناسي أليبيكوف، الذي كان يشرف على البناء ويجمع الأموال لصالح الكاتدرائية. 
.
بعد الثورة الروسية أغلقت الكنيسة لفترة طويلة وحولت إلى مستودع ومتجر في سنوات مختلفة. فقط في عام 1943 استؤنفت فيها العبادة.
وفي عام 1969 وبمباركة من البطريرك أليكسي الأول نقل إلى الكاتدرائية حامل الإيقونات من كنيسة القديس أرخانجيل غابرييل التي تقع في موسكو.
وفي عام 1988 أدرجت الكاتدرائية في قائمة المباني الوافعة تحت حماية الدولة الروسية كمعلم ذو أهمية محلية.

## حاضر الكنيسة
بعد تسعينات القرن الماضي بدأت الحياة الجديدة للكنيسة. نظرا إلى تدفق الروس المسيحيين من داغستان يُلحظ انخفاض كبير في عدد روادها. ومع ذلك الكنيسة بدأت تتجدد. وفي 2 يونيو 2000 حُولت الكنيسة إلى الكاتدرائية. وفي عام 2004 ولغرض توسيع ساحة الكاتدرائية تم إرفاق قطعة أرض مجاورة لها.
في عام 2005 وبموجب قرار عمدة محج قلعة آنذاك سعيد أميروف، بدأت عملية ترميم الكاتدرائية. تم إعادة رسم قبو وجدران الكاتدرائية، وتمت استعادة الأيقونسطاس أو لوجة الأيقونات. تم رسم جميع اللوحات الداخلية للكاتدرائية من قبل فنانين محليين تحت إشراف الفنان الروسي المستحق عبد الظاهر موساييف.

## رجال دين
الكاهن فيتالي تاراسوف - كاتب الكاتدرائية، الكاهن سيرغي نيكيفوروف، الكاهن ألكسندر دروزدوف، الكاهن ألكسندر درويشوف، الكاهن بافل كورياكين، الشماس الأكبر ألكسندر نيكيتين، الشماس فاديم تيابليكوف، هيرودايكون كيريل (تاراسوف)، الشماسسرجيوس بيليفسكي

## وصلات خارجية
- الموقع الرسمي للطاتدرائية